# Bezirk Buczacz

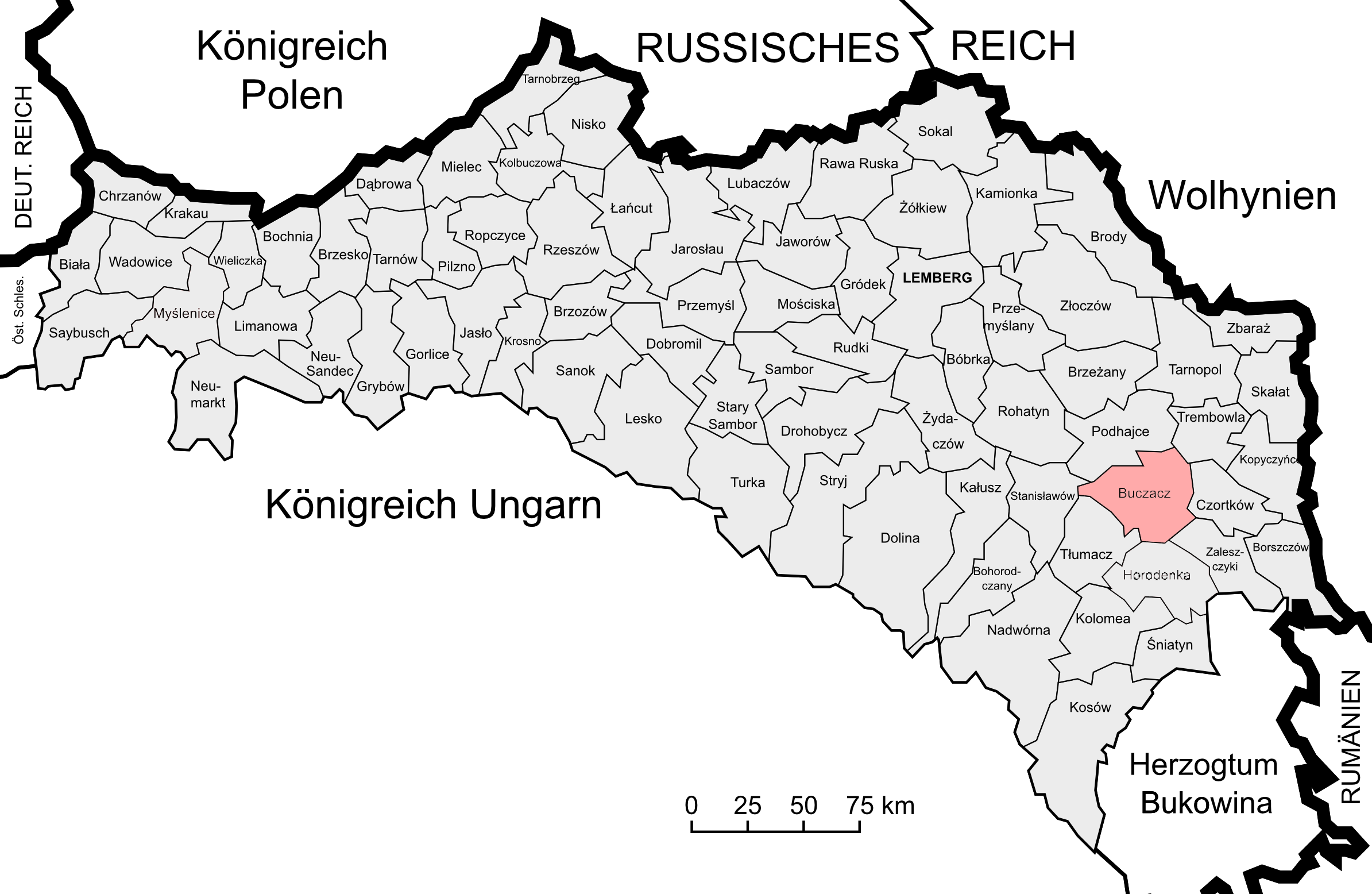
Lage des Bezirks Buczacz und des Bezirks Horodenka im Kronland Galizien und Lodomerien

Der Bezirk Buczacz war ein politischer Bezirk im Kronland Königreich Galizien und Lodomerien (Galizien). Sein Gebiet umfasste Teile Ostgaliziens in der heutigen Westukraine (Oblast Ternopil, Rajon Butschatsch sowie Teilen des Rajons Monastyryska und des Rajons Tlumatsch). Sitz der Bezirkshauptmannschaft war die Stadt Buczacz (heute Butschatsch). Im November 1918 war der Bezirk Buczacz nach dem Zusammenbruch der Donaumonarchie am Ende des Ersten Weltkriegs kurzzeitig Teil der Westukrainischen Volksrepublik. 
Er grenzte im Norden an den Bezirk Podhajce, im Nordosten an den Bezirk Trembowla, im Osten an den Bezirk Czortków, im Südosten an den Bezirk Zaleszczyki, im Süden an den Bezirk Horodenka, im Südwesten an den Bezirk Tłumacz sowie Westen an den Bezirk Stanislau.

## Geschichte
Nachdem die Kreisämter Ende Oktober 1865 abgeschafft wurden und deren Kompetenzen auf die Bezirksämter übergingen, schuf man nach dem Österreichisch-Ungarischen Ausgleich 1867 auch die Einteilung des Landes in zwei Verwaltungsgebiete ab. Zudem kam es im Zuge der Trennung der politischen von der judikativen Verwaltung zur Schaffung von getrennten Verwaltungs- und Justizbehörden. Während die gerichtliche Einteilung weitgehend unberührt blieb, fasste man Gemeinden mehrerer Gerichtsbezirke zu Verwaltungsbezirken zusammen.
Der neue politische Bezirk Buczacz wurde aus folgenden Bezirken gebildet:
- Bezirk Buczacz (mit 24 Gemeinden)
- Bezirk Monasterzyska (mit 28 Gemeinden)
- Teilen des Bezirks Budzanów (Gemeinden Bielawińce, Bobulińce, Kujdanów, Medwedowce, Nowostawce, Osowce, Petlikowce Stare, Petlikowce Nowe, Pielawa, Kurdwanówka, Janówka, Podlesie)
- Teilen des Bezirks Jazłowiec (Gemeinden Pomorce, Pyszkowsce, Rzepińce, Trybuchowce, Zaleszczyki Małe)
- Teilen des Bezirks Tłumacz (Gemeinden Horyhlady, Koropiec, Nowosiółka, Ostra, Przewoziec, Zalesie)
- Teilen des Bezirks Złotniki (Gemeinden Dobropole, Mateuszówka, Sapowa, Paleśniki)

## Ortschaften
Auf dem Gebiet des Bezirks bestanden 1910 Bezirksgerichte in Buczacz, Monasterzyska und Potok Złoty, diesen waren folgende Orte zugeordnet:
Gerichtsbezirk Buczacz:
- Bielawińce
- Bobulińce
- Browary
- Stadt Buczacz
- Ćwitowa
- Dobropole bestehend aus den Ortsteilen Dobropole und Mateuszówka
- Duliby
- Dźwinogród
- Stadt Jazłowiec
- Jezierzany
- Kujdanów
- Kurdwanówka
- Medwedowce
- Nagórzanka
- Nowosiółka Jazłowiecka
- Nowostawce bestehend aus den Ortsteilen Janówka und Nowostawce
- Osowce
- Petlikowce Nowe
- Petlikowce Stare
- Pilawa
- Podlesie
- Podzameczek
- Pomorce
- Przedmieście
- Przewłoka bestehend aus den Ortsteilen Przewłoka und Zalesie
- Pyszkowce
- Rukomysz
- Rzepińce
- Soroki
- Trybuchowce
- Wierzbiatyn
- Zaleszczyki Małe
- Zielona
- Żnibrody
- Żurawińce
- Żyźnomierz

Gerichtsbezirk Monasterzyska:
- Baranów
- Markt Barysz
- Berezówka
- Bertniki
- Bobrowniki
- Czechów
- Dubienko
- Folwarki
- Hrehorów
- Huta Nowa bestehend aus den Ortsteilen Huta Nowa und Izabella
- Huta Stara
- Jarhorów
- Komarówka
- Korościatyn
- Kowalówka
- Krasiejów
- Ladzkie
- Łazarówka
- Międzygórze
- Markt Monasterzyska
- Nizkołyży
- Olesza
- Puźniki
- Sawałuski
- Słobódka Dolna
- Słobódka Górna
- Trościańce
- Markt Uście Zielone
- Weleśniów
- Wyczółki
- Zadarów
- Zalesie

Gerichtsbezirk Potok Złoty:
- Hubin
- Koropiec bestehend aus den Ortsteilen Koropiec und Przewoziec
- Kościelniki
- Kośmierzyn
- Leszczańce
- Nowosiółka Koropiecka
- Ostra
- Porchowa
- Markt Potok Złoty
- Rusiłów
- Ścianka
- Skomorochy
- Snowidów
- Sokołów
- Sokulec
- Woziłów
- Zubrzec

## Vorsteher
- Dionizy Tchórzewski (1867[6], 1868[7], 1870[8], 1872[9], 1873[10], 1874[11], 1875[12])
- Leon Podwiński (1876[13])
- Antoni Andaházy (1877[14], 1878[15], 1879[16])
- Norbert Lorsch (1882[17], 1883[18], 1884[19], 1885[20], 1886[21], 1887[22], 1888[23])
- Emil Schutt (1890[24], 1895[25])
- Czesław Niewiadomski, Doktor der Rechte (1899[26])
- Ludwik Bernacki (1901[27], 1907[28], 1908[29], 1911[30])